# Saint-Pern
Saint-Pern ist eine Gemeinde in der Bretagne in Frankreich. Sie gehört zum Département Ille-et-Vilaine, zum Arrondissement Rennes und zum Kanton Montauban-de-Bretagne. Sie grenzt im Norden an Plouasne, im Nordosten an Longaulnay, im Osten an Miniac-sous-Bécherel, im Südosten an Irodouër, im Süden an Landujan und im Westen an Médréac. Das Siedlungsgebiet liegt ungefähr auf 100 Metern über Meereshöhe. Das Flüsschen Hac durchquert das Gemeindegebiet.

## Geschichte
Während der Französischen Revolution hieß die Ortschaft „Pern-les-Rochers“.

### Bevölkerungsentwicklung
| Jahr      | 1962 | 1968 | 1975 | 1982 | 1990 | 1999 | 2008 | 2013 |
| --------- | ---- | ---- | ---- | ---- | ---- | ---- | ---- | ---- |
| Einwohner | 961  | 865  | 852  | 773  | 710  | 781  | 919  | 1005 |

## Sehenswürdigkeiten
- Schloss Caradeuc
- Kirche Saint-Pern

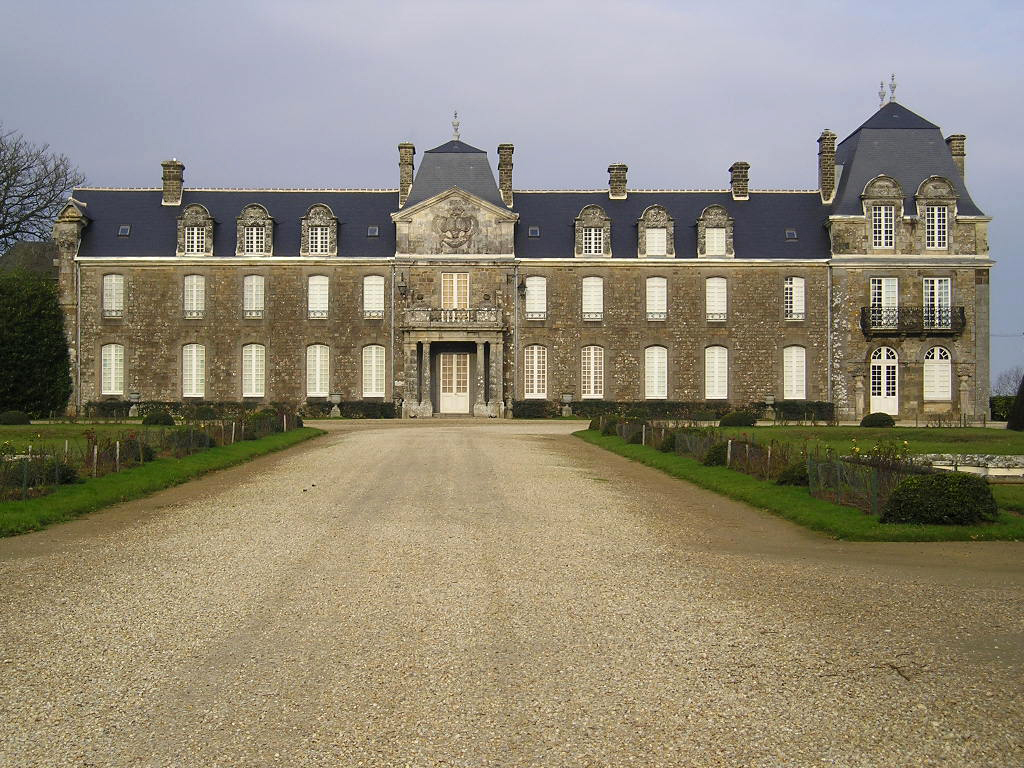
Schloss Caradeuc, Südseite
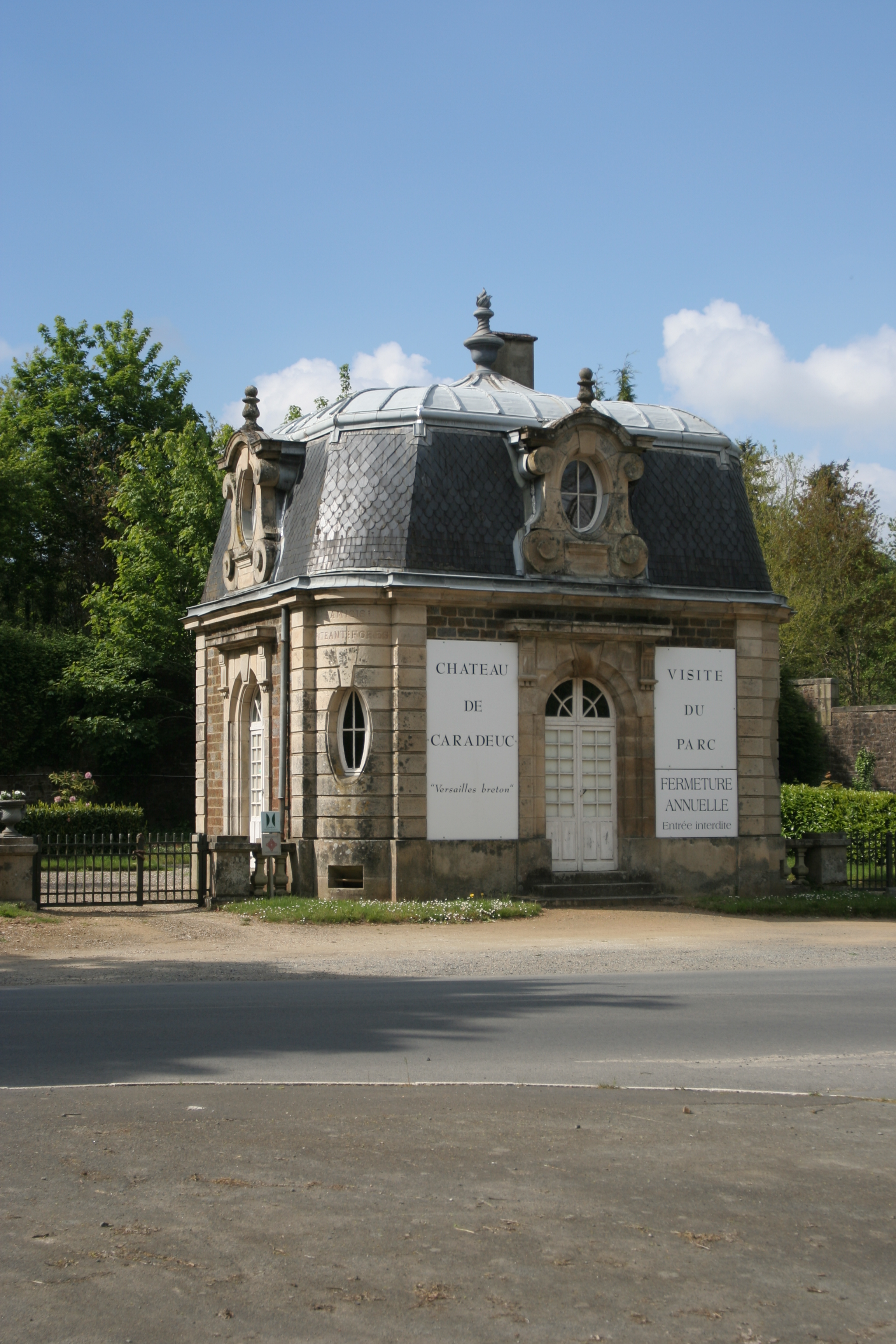
Pavillon am Schloss Caradeuc
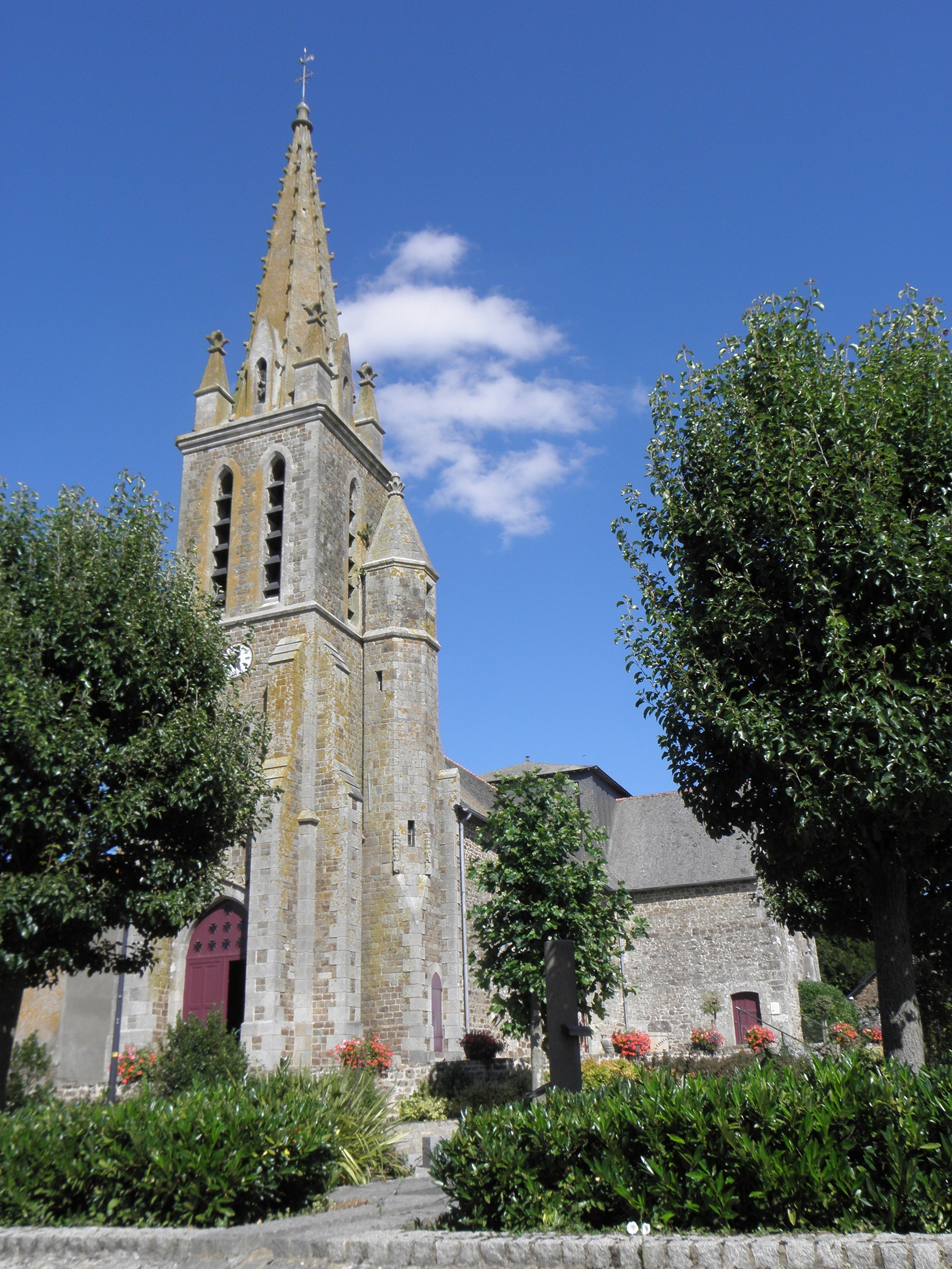
Kirche Saint-Pern
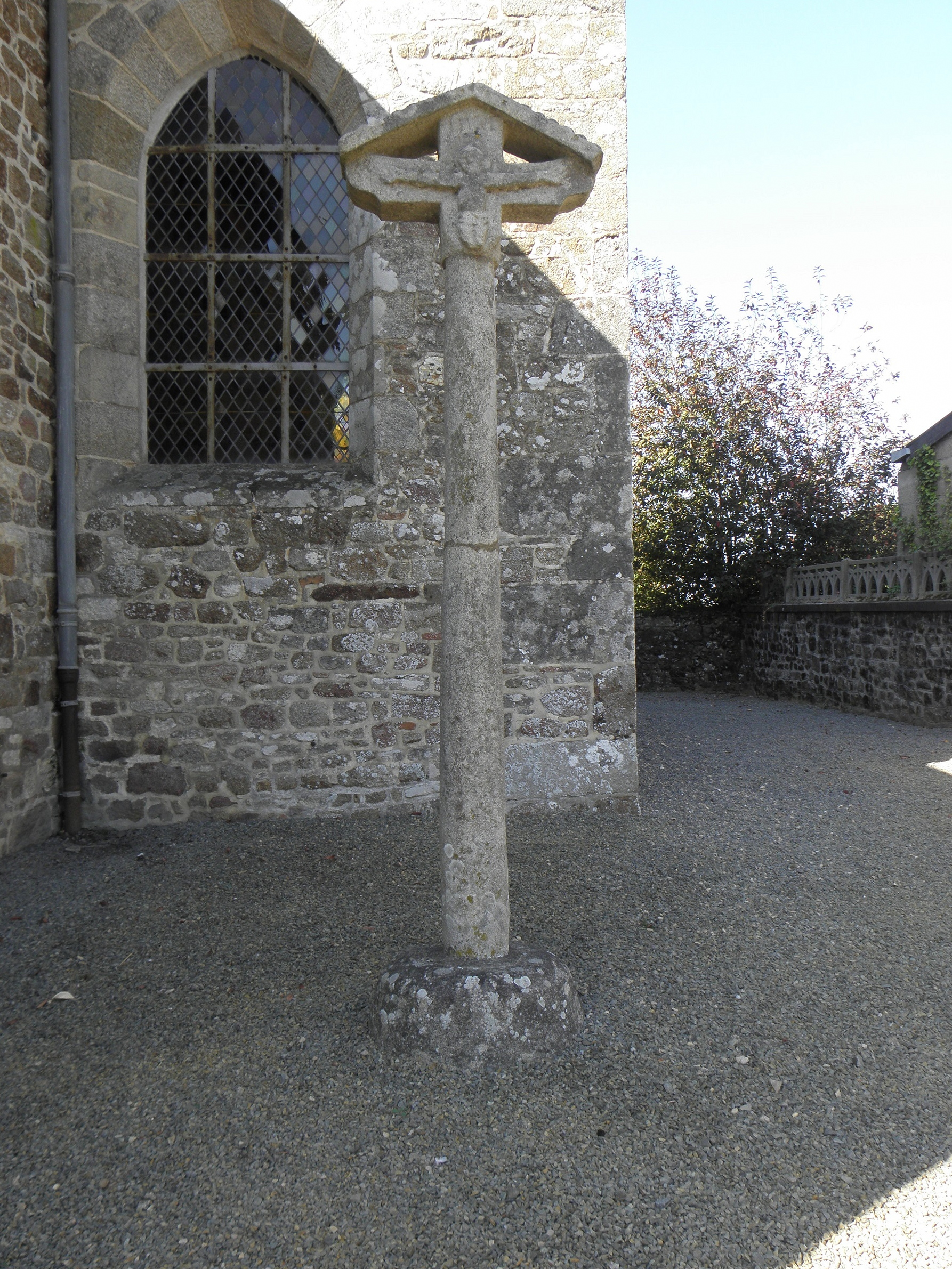
Flurkreuz an der Kirche
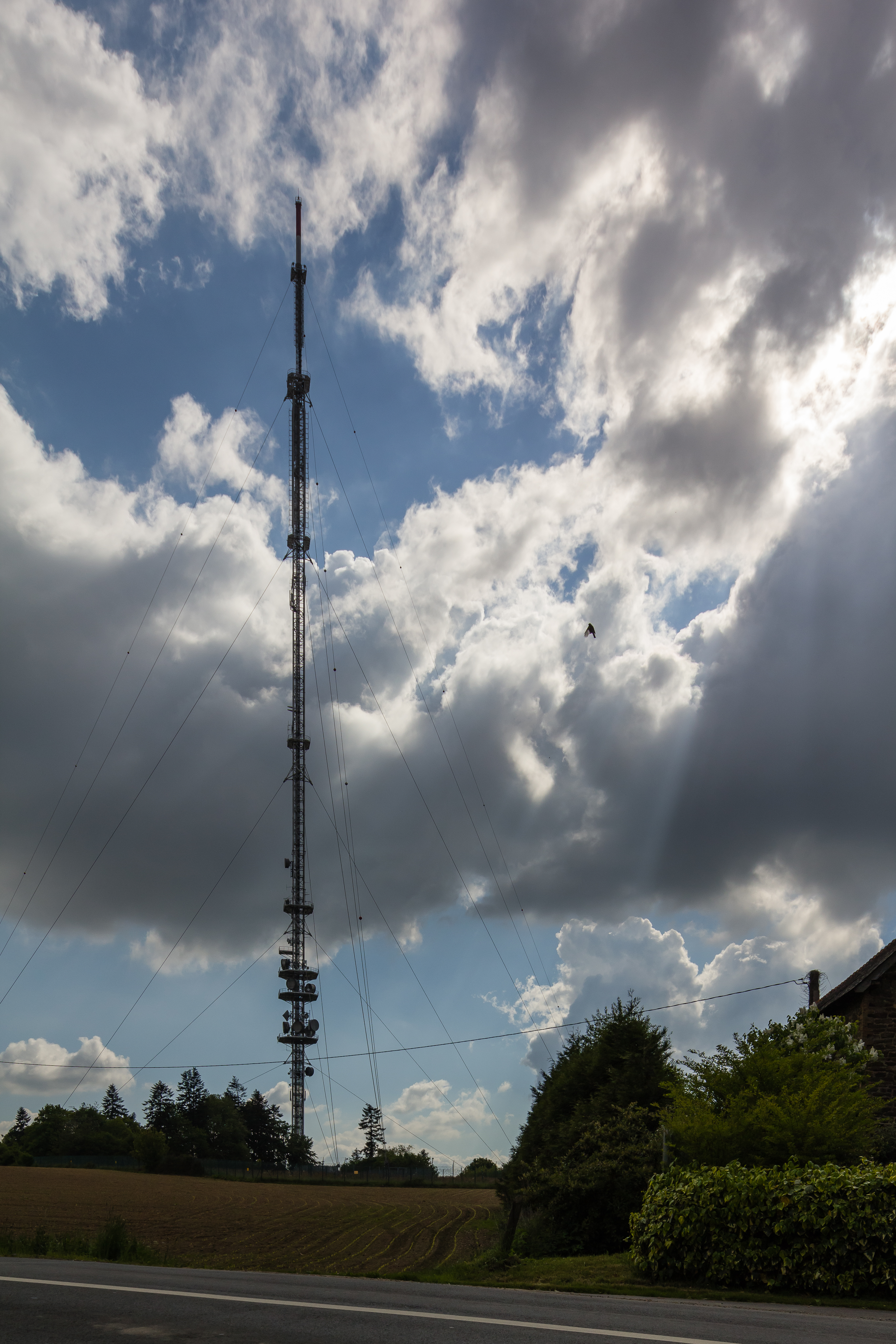
Sendeturm